# Chapel Hill, Tennessee
Chapel Hill är en kommun (town) i Marshall County i Tennessee. Vid 2010 års folkräkning hade Chapel Hill 1 445 invånare.
Nathan Bedford Forrest föddes i området 1825 som då hörde till Bedford County. Chapel Hill har hört till Marshall County sedan 1836. Huset där Forrest bodde i sin barndom är en av sevärdheterna i Chapel Hill.